# Policía Municipal (República Checa)
La policía municipal o policía de la ciudad (policía urbana) es el nombre de los cuerpos policiales en la República Checa que actúa en las diferentes ciudades y municipios del país. Su denominación en checo es obecní policie («policía municipal»), excepto en los municipios que tienen rango de ciudad o ciudad estatutaria, así como en la capital del país, Praga, donde recibe el nombre de městská policie («policía urbana»). En ciertas ocasiones, y para ahorrar presupuesto, un mismo departamento actúa en diferentes localidades.
Su cometido es la vigilancia de las ciudades y localidades en las que está presente, la protección del ciudadano y las propiedades tanto públicas como privadas, además de la colaboración con la policía nacional. A pesar de esto, la Městská policie no puede intervenir en la investigación de crímenes, ni en investigaciones en general. A pesar de ser un cuerpo civil, y a diferencia de otros países, los agentes poseen armas de fuego que pueden utilizar en caso de peligro.

## Galería
Aquí hay imágenes de los diferentes cuerpos de Policía municipal presentes en el país:

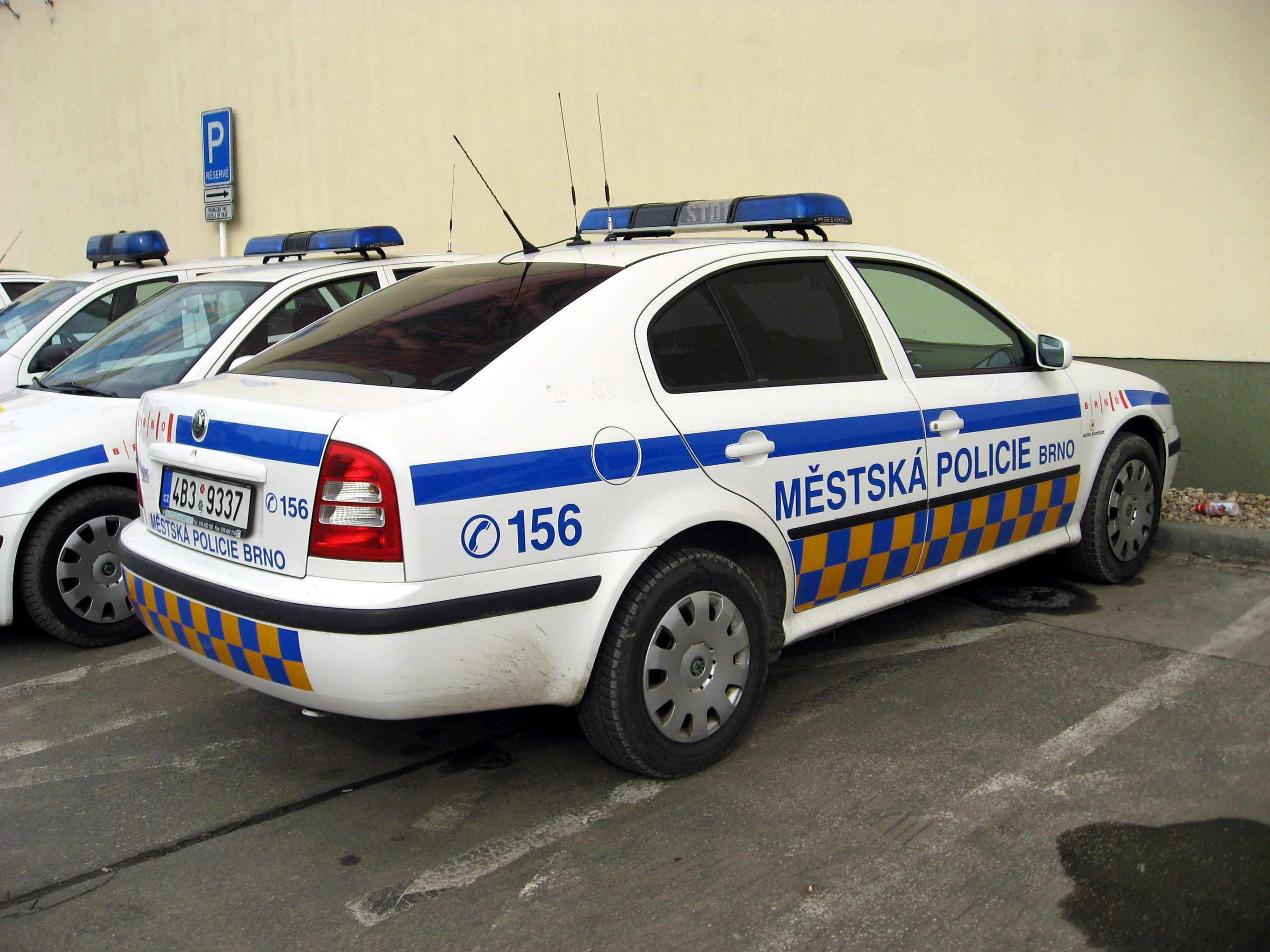
Vehículo de la Městská policie de Brno.
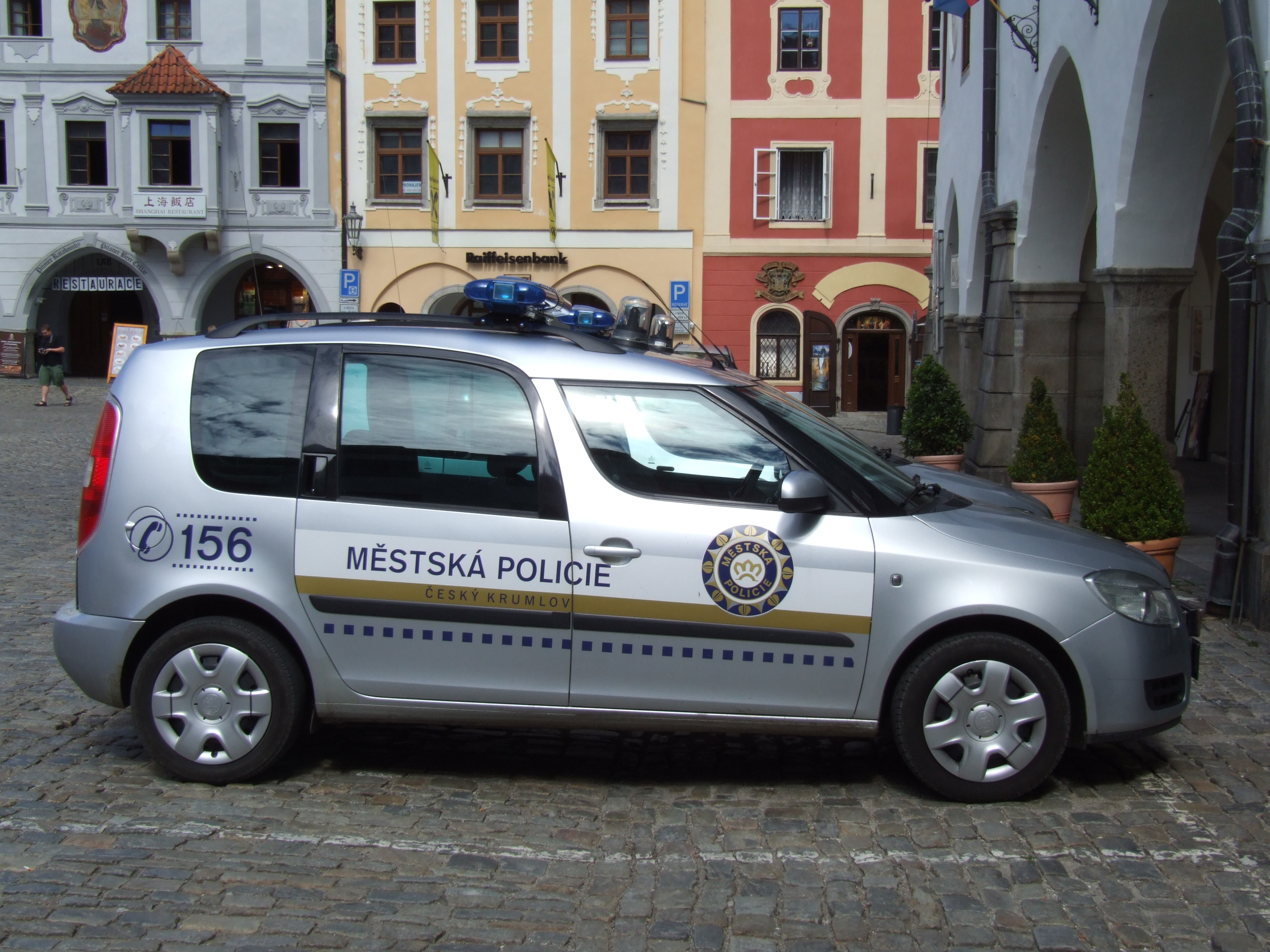
Vehículo de la Městská policie de Cesky Krumlov
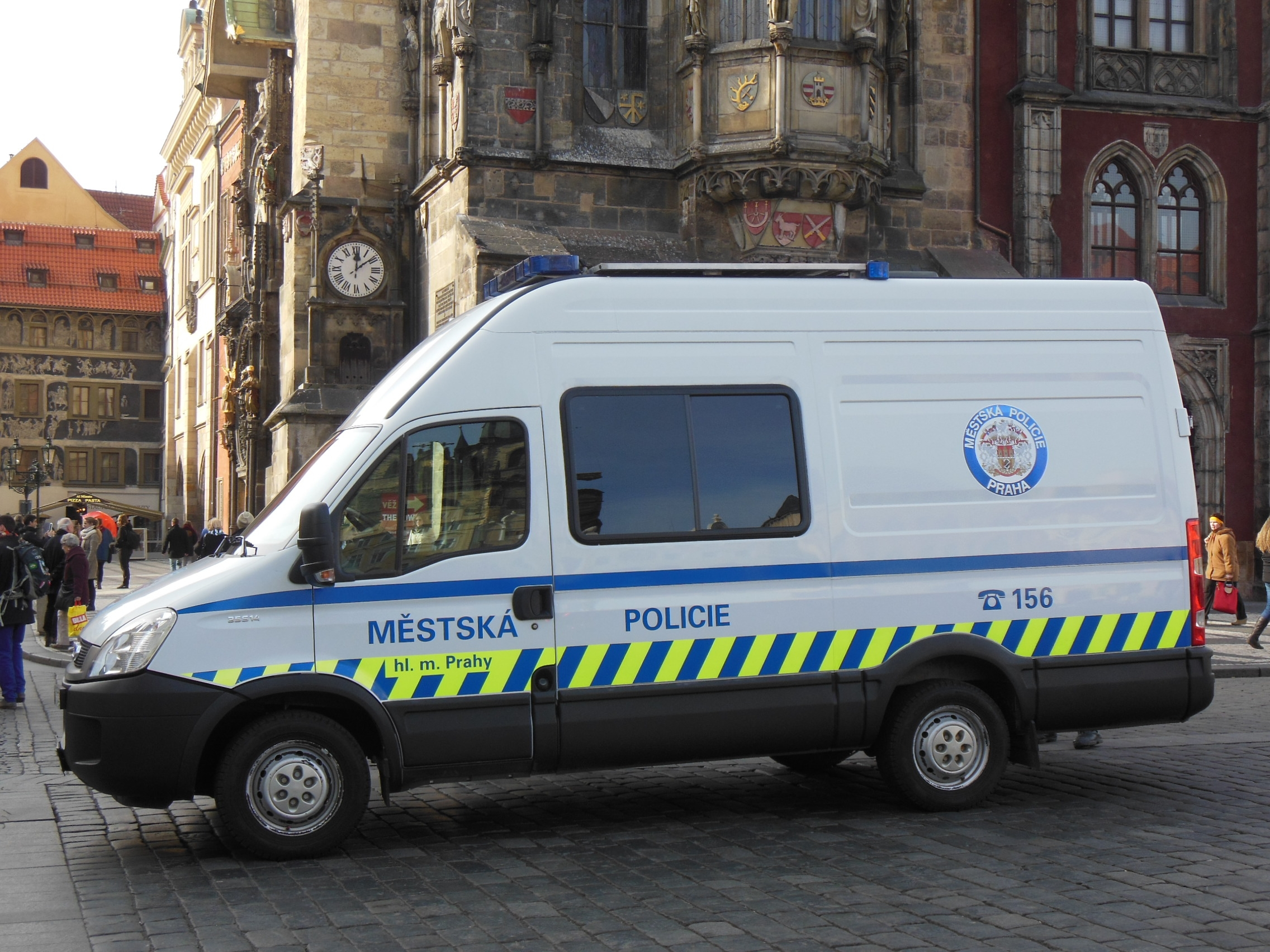
Furgón de la Městská policie de Praga.
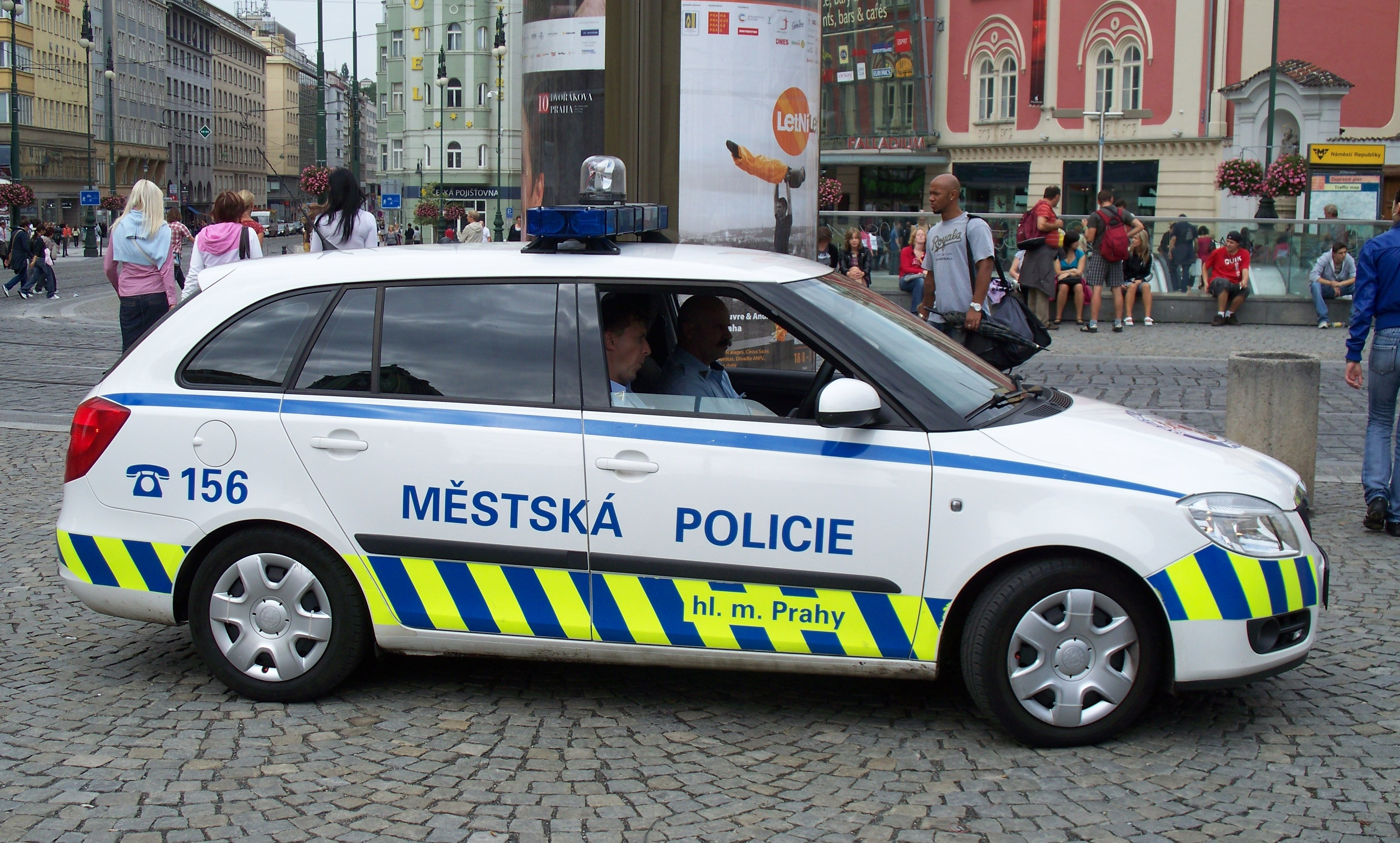
Vehículo de la Městská policie de Praga
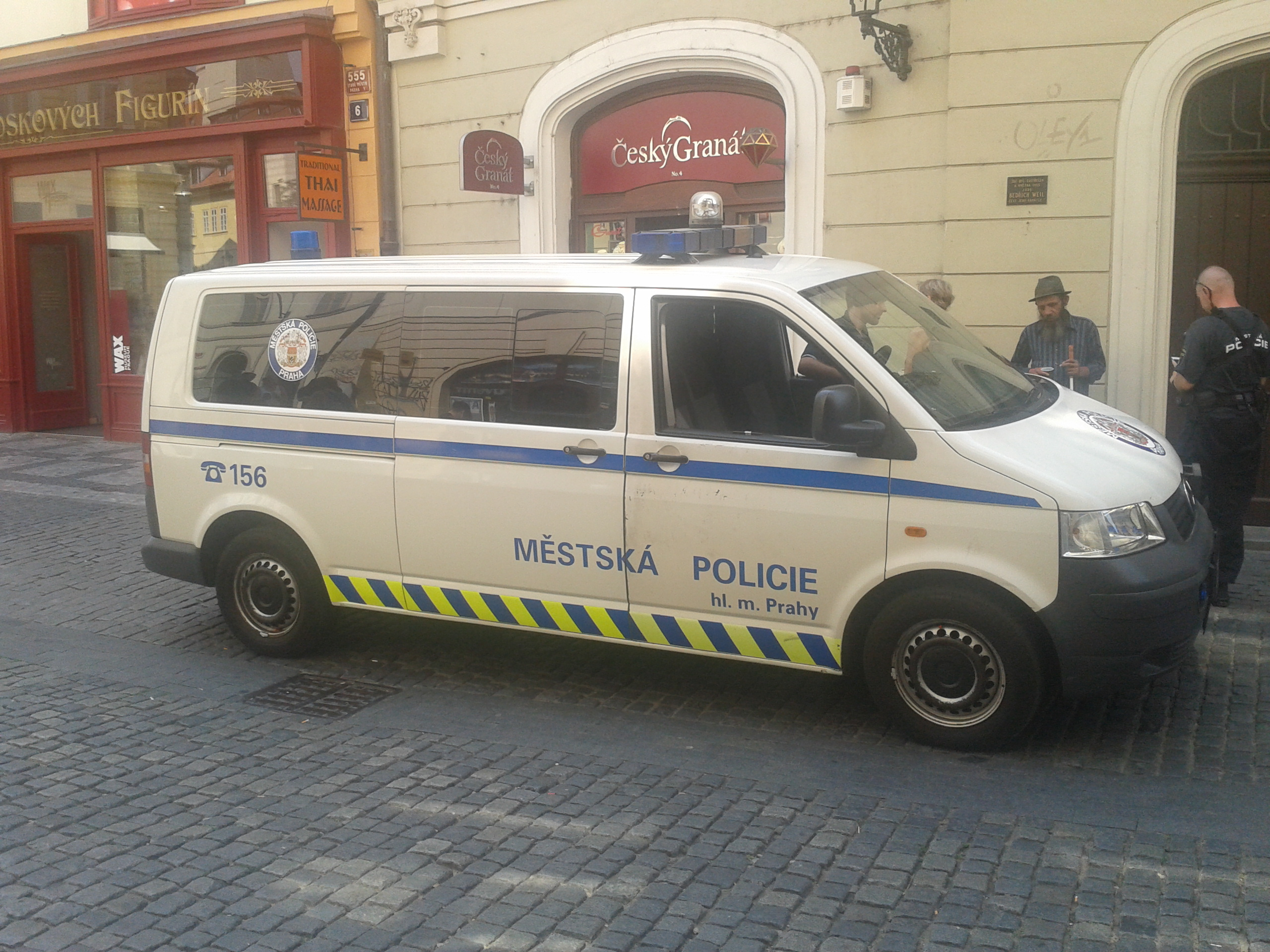
Furgoneta de la Městská policie de Praga.
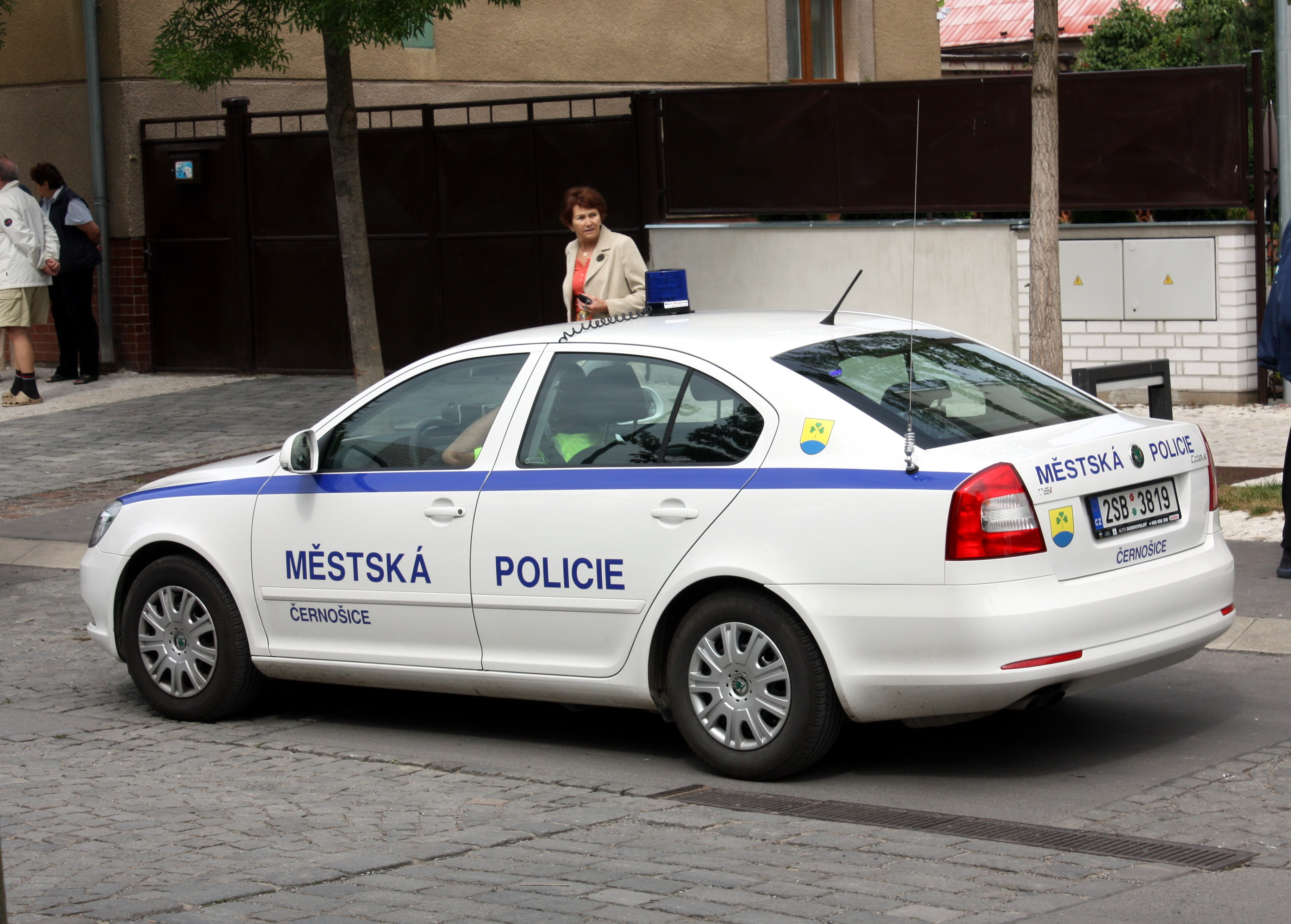
Vehículo de la Městská policie de Černošice.